# Катаев, Иван Матвеевич
Ива́н Матве́евич Ката́ев (1875—1946) — русский и советский историк; отец писателя Ивана Катаева, дядя по отцу математика А. Н. Колмогорова.

## Биография
Сын сельского священника. Окончил Вятскую духовную семинарию, затем историко-филологический факультет Московского университета (1901).
Доктор исторических наук (1944), диссертация «Усольская вотчина на Самарской Луке в XVIII—XX вв.» была высоко оценена академиком Ю. В. Готье. Владел греческим, латинским, немецким и французским языками.
За вклад в археографию и архивоведение был избран членом Московского археографического общества и нескольких провинциальных учёных архивных комиссий. В 1916 году принимал участие в комиссии московских преподавателей и профессоров по реформе средней школы, редактировал оба вышедших сборника «Вопросы преподавания истории в средней и начальной школе».
Автор учебника по русской истории для средней школы (в трёх частях). Вышедший в 1907 году учебник выдержал четыре издания и оказал существенное влияние на исторические знания учащихся начала XX века.
Читал курсы отечественной истории в Тамбовском (1919—1923 гг.), Воронежском (1923—1924 гг.), Пермском (1924—1930 гг., с 1927 г. в должности профессора) государственных университетах.
В Пермском университете занимал различные должности: преподаватель методики обществоведения педфака (1924), председатель педолого-педагогической комиссии на педфаке (1925), доцент по кафедре методики обществоведения (1927), сверхштатный профессор по курсу методики обществоведения (1927), штатный профессор кафедры методики обществоведения (с 17 ноября 1929). Опубликовал ряд работ по методике преподавания обществоведения (1925-1927). Уволился из ПГУ в сентябре 1930 года в связи с переходом в Средне-Волжский пединститут (г. Самара).
По отзыву декана П. А. Будрина, профессор И. М. Катаев является одним из видных специалистов в небольшой семье советских методистов-обществоведов. Две черты отличают исследовательскую работу методиста-обществоведа И. М. Катаева: он исследователь-систематизатор огромного методического материала. Его основной труд «Вопросы преподавания обществоведения» (М., 1925) является одним из наиболее сильных в этой области.
Далее работал в и Средне-Волжском (1930—1932 гг.), Куйбышевском (1939—1941 гг.) педагогических институтах.
Заведовал кафедрой истории Магнитогорского педагогического института (август 1941 г. — апрель 1945 г.), был деканом исторического факультета МГПУ.
Урна с прахом захоронена в колумбарии Донского кладбища.

## Научные труды И. М. Катаева
Автор работ по археографии, истории Москвы, архивоведению, методике преподавания истории.

### Исследования по истории Москвы
- «Тушино» (М.,1913 г.);
- «Пожар Москвы 1812 г.» (М.,1912 г.);
- «Москва в XVIII в.» (М.,1915 г.)

### Очерки по русской истории
- «Царь Алексей Михайлович и его время»;
- «Даниил Романович Галицкий»;
- «Богдан Хмельницкий»;
- «Император Александр I» (1901—1914 гг.).

### Другие труды Катаева
- «Описание актов собрания графа А. С. Уварова» (М.,1905 г.),
- «Обзор рукописных памятников по истории слободской Украины, хранящихся в военно-ученом архиве Главного штаба в Санкт-Петербурге» (Харьков, 1902 г.),
- «Описание документов Московского архива Министерства юстиции» (М., 1905—1917 гг. тт. XVI—XX),
- «Архивы Куйбышевского края» (Куйбышев, 1936г.)